# Quận Klickitat, Washington
Quận Klickitat là một quận thuộc tiểu bang Washington, Hoa Kỳ.
Quận này được đặt tên theo. Theo điều tra dân số của Cục điều tra dân số Hoa Kỳ năm 2010, quận có dân số 20318 người. Quận lỵ đóng ở Goldendale.

## Địa lý
Theo Cục điều tra dân số Hoa Kỳ, quận có diện tích 4930 km2, trong đó có 85 km2 là diện tích mặt nước.